# Ґодзілла (франшиза)
«Ґодзілла» (яп. ゴジラ, Ґодзіра) — японська медіафраншиза, створена кінокомпанією Toho, які й є власниками франшизи. Головним героєм франшизи є однойменний персонаж. Це друга найдовша франшиза фільмів після «Кінг-Конга». Фільми франшизи виробляються з 1954 року, з декількома перервами різної довжини. «Ґодзілла» складається з 36 фільмів: 32-ох японських та 4-х американських, серед яких 1 студії TriStar Pictures та 3 студії Legendary Pictures.
Перший фільм, який зняв Ісіро Хонда, він вийшов у 1954 році. Він став класикою жанру та вплинув та надихнув багато інших фільмів. В ньому звучать політичні та соціальні теми, характерні для Японії того часу. Також у ньому була використана музика Акіри Іфукубе, яка пізніше повторно була використана в багатьох інших фільмах. Спецефекти у ньому були зроблені Ейдзі Цубураєю, який використав мініатюри будинків та машин та костюмацію, щоб передати велетенські розміри монстра та масштаби руйнувань. У Північній Америці була випущена трохи перероблена версія фільму під назвою «Ґодзілла, король монстрів!», в якій були видалені деякі сцени, проте натомість додані нові з Реймондом Берром в ролі журналіста Стіва Мартіна.
Популярність фільмів призвела до поширення франшизи на інші засоби масової інформації, такі як телебачення, література, відеоігри та навіть музика. Ґодзілла став одним з найвпізнаваніших символів японської поп-культури у всьому світі, та є одним із найпопулярніших персонажів японських фільмів. Фільм «Ґодзілла» 1954 року є одним із найперших прикладів фільмів жанрів кайдзю та токусацу у японському кінематографі.
Тон і теми фільмів різняться залежно від фільму. Деякі фільми були зроблені у дусі жахів, деякі мають політичну тематику, інші ж є звичайними бойовиками за участю інших монстрів або ж іншопланетян, тоді як ще інші мають простіші теми, доступні для дітей. Роль Ґодзілли варіюється від руйнівної сили природи, до союзника людей, захисника Японії та героя дітей. Ім'я «Ґодзілла» є романізованою версією оригінального японського імені «Ґодзіра» (яп. ゴジラ), яке своєю чергою є поєднанням японських слів «ґоріра» (яп. ゴリラ, горилла) та «кудзіра» (яп. クジラ, кит). Ім'я було дане істоті щоб підкреслити його розмір, силу та водне походження. Він був вигаданий як стародавній динозавр із радіоактивними силами, що робить його майже незнищенним.

## Історія
Серія фільмів «Ґодзілла» розбита на декілька епох, які зазвичай базуються на епохах правління японських імператорів, та носять ту ж саму назву. Також ці епохи характеризують певний стиль фільму. Пізніше, по аналогії з «Ґодзіллою», фільми франшизи «Ґамера» та серіали та фільми «Ультра Серії» також були розділені на епохи, згідно з правлінням імператорів. Перша, друга та четверта епохи носять імена японських імператорів: Сьова, Хейсей та Рейва. Фільми, випущені між «Ґодзіллою проти Руйнівника» та «Шин Ґодзіллою» належать до епохи Міленіум, адже, хоч вони були вироблені під час епохи Хейсей, вони мають трохи інший стиль та тематику.
Фільми часто мають соціальну та політичну тематику, та відображають їхній стан у Японії. В оригінальному фільмі Ґодзілла був алегорією атомних бомб і показував, яку шкоду така зброя може завдати Землі. Радіоактивне забруднення японського рибацького човна «Дайґо Фукурю Мару» через випробування термоядерної збої Castle Bravo на атолі Бікіні 1 березня 1954 року призвело до того, що ця подія була широко висвітлена в газетах в рік виходу фільму. Фільми епох Хейсей та Міленіум  значною мірою продовжили цю концепцію. Загалом на виробництво першого «Ґодзілли» Toho надихнули «Чудовисько з глибини 20 000 сажнів» (першого фільму, в якому присутнє радіоактивне чудовисько) та оригінальний «Кінг-Конг», який перевипустили 1952 року. Однак пізніше сама франшиза «Ґодзілла» стала надзвичайно успішною, та надихнула багато інших фільмів.

### Епоха Сьова(1954–1975)
Ця серія фільмів була названа на честь періоду Сьова в Японії, який закінчився в Японії в 1989 році, після смерті імператора Сьови (Хірохіто). Серія розпочалася з фільму «Ґодзілла» 1954 року та закінчилась у 1975 році разом з «Терором Мехаґодзілли». За винятком фільмів «Ґодзілла», «Ґодзілла знову нападає», «Мотра проти Ґодзілли», «Гідора, триголовий монстр», «Знищити всіх монстрів» та «Терор Мехаґодзілли», фільми цієї епохи були навмисно зроблені комічними та смішними, щоб заохотити дітей. Починаючи з «Гідори, триголового монстра», Ґодзілла почав ставати все героїчнішим і з часом став супергероєм, який захищає людство. Це перетворення на супергероя завершилося з фільмом «Син Ґодзілли», де він остаточно перетворився на позитивного персонажа.
Також у фільмі «Гідора, триголовий монстр» є важливий тис, шо у ньому вперше з'являється антагоніст всієї франшизи — Кінг Гідора. Фільми «Син Ґодзілла» та «Атака всіх монстрів» були орієнтовані на дитячу аудиторію. Головним героєм у них є не тільки Ґодзілла, а й його син Мінілла. «Ґодзілла проти Мехаґодзілли» (1974) відзначився тим, що у ньому вперше з'являється робот-дублікат Ґодзілли — Мехаґодзілла. Також серія Шова важлива тим, що є одним із перших (а точніше другим) кінематографічним всесвітом. Низка інших фільмів Toho, такі як «Родан», «Великий монстр Варан», «Мотра» (1961), «Франкенштейн проти Барагона», «Війна гаргантюа» та багато інших є напряму пов'язані з фільмами про Ґодзіллу. Деякі персонажі з цих фільмів з'являються в фільмах про Ґодзіллу (однак деякі кайдзю насправді є різними втіленнями одного й того ж персонажа; наприклад, Горозавр із фільму «Знищити всіх монстрів» не є тим ж самим Горозавром з «Втечі Кінг-Конга», хоча його походження залишається незмінним).
Ґодзіллу переважно зображував актор Харуо Накаджіма, до виходу на пенсію в 1972 році. Однак багато інших акторів зображували персонажа за його відсутності. Це наприклад Кацумі Тезука, Ю Секіда, Ріосаку Такасугі, Сейдзі Онака, Сінджі Такагі, Ісао Цуші та Тору Каваі. Ейдзі Цубурая створив спецефекти для перших шести фільмів серії. Його учень Садамаса Арікава створив спецефекти для наступних трьох фільмів, під керівництвом Ейдзі Цубураї, тоді як Теруйосі Накано створив спецефекти для останніх шести фільмів. The Criterion Collection випустили фільми цієї епохи разом з іншими фільмами серії на Blu-ray у США та Канаді 29 жовтня 2019 року.

### Епоха Хейсей(1984–1995)
Toho перезавантажили франшизу у 1984 році з фільмом «Повернення Ґодзілли», який започаткував другу епоху у франшизі — Хейсей. «Повернення Ґодзілли» є альтернативним продовженням фільму 1954 року та ігнорує всі інші фільми епохи Сьова. Хоча фільм вийшов за 5 років до початку правління нового імператора, він вважається частиною цієї ери, оскільки він є прямим попередником фільму «Ґодзілла проти Біолланте» (1989), який вийшов в перший рік правління нового імператора.
Фільми епохи Хейсей розміщені в одній послідовності, причому кожен з фільмів є прямим продовженням попереднього. У фільмах цієї епохи Ґодзілла знову грає роль руйнівної сили природи, яку бояться люди. Відтепер наука та природа Ґодзілли стали набагато обговорюванішою темою у фільмах. Фільм «Ґодзілла проти Біолланте» демонстрував посилену увагу на моральних аспектах генетики. Фільм «Ґодзілла проти Кінг Гідори» продемонстрував першу конкретну історію походження персонажа. У ньому виявляється, що Ґодзілла — це Ґодзіллазавр, який мутував після того, як на острів Лагос, на якому він проживав, була скинена ядерна бомба. 
У фільмах епохи Хейсей Ґодзіллу зіграв Кенпачіро Сацума, а спецефекти зробив Коічі Каваката, за винятком першого фільму, спецефекти для якого зробив Теруйосі Накано.

### Епоха TriStar Pictures(1999–2000)
У 1980-х роках режисер Стів Майнер розповів Toho про свою ідею американського 3D-фільму за сценарієм Фреда Деккера та Вільяма Стаута, під назвою «Ґодзілла: Король монстрів в 3D». У ньому Ґодзілла напав би на Сан-Франциско з метою знайти своє єдине потомство. Багато студій зацікавились проєктом, але його відкинули через бюджетні проблеми. У фільмі повинні були бути присутні повномасштабна аніматронна голова Ґодзілли, побудована Ріком Бейкером, анімація зупинки руху, виконана Девідом В. Алленом, фігура Ґодзілли для анімації зупинки руху, створена Стівеном Черкасом та додатковими спецефектами Дуга Уайлді. Дизайн проєкту повинен був контролювати Вільям Статуат.
У жовтні 1992 компанія TriStar Pictures придбала права на Ґодзіллу у Toho, плануючи випустити трилогію. Режисер Ян де Бонт та сценаристи Террі Росіо та Тед Еліот розробили сценарій, в якому Ґодзілла боровся би з інопланетним монстром під назвою Грифон, який здатний змінювати форму. Пізніше, через бюджетні розбіжності зі студією, де Бонт покинув проєкт. Роланд Еммеріх став режисером фільму та співавтором нового сценарію разом з Діном Девліном.
Фільм «Ґодзілла» вийшов у театрах 20 травня 1998 року, і хоч і заробив $379 мільйонів у всьому світі при виробничому бюджеті приблизно в $130–150 мільйонів, отримав негативні відгуки. Два заплановані продовження були скасовані. Замість них був створений мультсеріал, який є прямим сиквелом фільму. На відміну від фільму, його добре прийняли шанувальники. Термін дії ліцензії TriStar на Ґодзіллу закінчився в 2003 році. 2004 року Toho перейменували TriStar Ґодзіллу в Зілла, хоча всі продукти з TriStar Ґодзіллою, випущені до того, продаються під торговою маркою Godzilla.

### Епоха Міленіум (1999–2004)
Toho перезавантажили франшизу вдруге з фільмом «Ґодзілла 2000: Міленіум», який розпочав третю епоху в франшизі, відому як Міленіум. Серія Міленіум подібна до антології, в якій кожна історія є самостійною. Всі фільми, крім «Ґодзілла проти Мехаґодзілли» (2002) та «Ґодзілла: Токіо S.O.S» не пов'язані один з одним. Більшість фільмів цієї епохи пов'язані лише з оригіналом 1954 року. Дилогія про Кір'ю є також пов'язаною з такими фільмами, як «Родан», «Варан», «Мотра» (1961), «Горас», «Атрагон», «Догора», «Франкенштейн проти Барагона», «Війна гаргантюа», «Втеча Кінг-Конга» та «Космічна Амеба». Фільм «Ґодзілла, Мотра, Кінг Гідора: Атака всіх монстрів» пов'язаний також і з фільмом «Ґодзілла» 1998 року. «Ґодзілла: Фінальні війни» взагалі не пов'язаний ні з яким іншим фільмом у серії, попри те, що у ньому ж багато відсилань до попередніх фільмів.
Цутому Кітагава зобразив Ґодзіллу у більшості фільмів фільмів цієї епохи, за винятком фільму «Ґодзілла, Мотра, Кінг Гідора: Атака всіх монстрів», в якому Ґодзіллу зіграв Мідзухо Йошіда. На відміну від серій Сьова та Хейсей, спецефекти для фільмів цієї епохи були зроблені режисерами численних спецефектів, такими як Кенджі Судзукі («Ґодзілла 2000: Міленіум», «Ґодзілла проти Мегагіруса»), Макото Камія («Ґодзілла, Мотра, Кінг Гідора: Атака всіх монстрів»), Юічі Кікучі (Ґодзілла проти Мехаґодзілли (2002)) та Еїчі Асада («Ґодзілла: Токіо S.O.S», «Ґодзілла: Фінальні війни»).
Після виходу «Фінальних воєн», присвяченого 50-річчю франшизи, Toho вирішили не випускати фільми про Ґодзіллу 10 років, щоб пізніше відновити інтерес публіки. Toho навіть зруйнували басейн на території кінокомпанії, який використовувався для водних сцен у численних фільмам жанрів кайдзю та токусацу. Йошіміцу Банно, який режисерував фільм «Ґодзілла проти Хедори», надав Toho права на створення короткометражного фільму IMAX 3D за мотивами історії, схожої на історію його фільму. Цей проєкт врешті-решт призвів до розробки фільму «Ґодзілла» кінокомпанії Legendary.

### MonsterVerse(2014–наш час)
У 2004 році режисер Йошіміцу Банно отримав дозвіл від Toho на виробництво короткометражного фільму «Ґодзілла» на IMAX. 2009 року проєкт передали кінокомпанії Legendary Pictures, яка переробила його на повнометражний художній фільм. У 2010 році було оголошено, що фільм виробляється спільно з Warner Bros. Pictures, а його режисером є Гарет Едвардс.
Фільм вийшов у театрах 16 травня 2014 року, мав касовий успіх, заробивши $529 мільйонів у всьому світі при виробничому бюджеті в $160 мільйонів, та отримав позитивні відгуки. Успіх фільму спонукав Toho зробити власне перезавантаження, а Legendary створили ще три фільми, які відбуваються в тому ж всесвіті. Цей кінематографічний всесвіт назвали MonsterVerse. Прямими продовженнями фільму «Ґодзілла» 2014 року є «Ґодзілла ІІ: Король монстрів», випущений 31 травня 2019 року, та майбутній «Ґодзілла проти Конга», який має вийти 26 березня 2021 року.

### Епоха Рейва(2016–наш час)
Після успіху фільму 2014 року, у грудні того ж року, Toho оголосили про плани створення нового фільму «Ґодзілла» їхнього виробництва. Було оголошено, що це ще одне перезавантаження франшизи, режисерами якого є Хідеакі Анно (який також є сценаристом) та Сінджі Хігучі (який також створив спецефекти). Хідеакі Анно та Сінджі Хігучі вже працювали разом над аніме «Неон Ґенезіс Євангеліон». Також було оголошено, що фільм вийде в 2016 році. Основне знімання розпочали у вересні і закінчили у жовтні. Спецефекти до фільму були зроблені у листопаді того ж року. Фільм «Шин Ґодзілла» вийшов у Японії 29 липня 2016 року в IMAX, 4DX та MX4D. Він отримав позитивні відгуки та касовий успіх.
У серпні 2016 року Toho оголосили, що вони планують створити аніме-трилогію про Ґодзіллу разом з Polygon Pictures, які зроблять анімацію для фільмів. Було оголошено, що кожен фільм вийде у театрах в Японії, а у решті світу вони будуть розповсюджені Netflix. Перший фільм під назвою «Ґодзілла: Планета монстрів» вийшов 17 листопада 2017 року, другий — «Ґодзілла: Місто на грані битви» — 18 травня 2018 року, а третій і останній у трилогії — «Ґодзілла: Поїдач планет» — 9 листопада того ж року.
У січні 2018 року Toho розповіли про свої плани інвестувати ¥15 мільйонів (US$135 мільйонів) в найближчі 3 роки, починаючи з 2019 року, для спільного виробництва продуктів франшиз Toho, таких як «Ґодзілла», «Покемон» та «Твоє ім'я» разом з голлівудськими та китайськими студіями. Toho розповіли, що будуть інвестувати 25 % у виробничі витрати і отримуватиме більшу частину доходів та керуватиме творчими правами. Таким чином їхній внесок буде показаний в кожній роботі.
Період Рейва розпочався у Японії 1 травня 2019 року. Таким чином американський фільм «Ґодзілла ІІ: Король монстрів» є фактично першим фільмом у франшизі, виробленим у період Рейва.
У 2019 році Toho інвестували ¥15, 4 мільярдів ($140 мільйонів) у свою дочірню компанію Toho International Inc., яка розташована у Лос-Анджелесі, в рамках «Середньострокової стратегії управління Toho Vision 2021 року», метою якої є виробництво контенту, будівництво нерухомості, перевищення ¥50 мільярдів прибутку та збільшення бізнесу на власностях Toho, таких як Ґодзілла. Директором проєкту призначили Хіроясу Мацуоку. У 2019 році Toho також запустили перші офіційні англомовні вебсайт та аккаунти Twitter та Instagram, присвячені франшизі.
У червні 2019 року Toho оголосили про плани відзначити 65-річчя франшизи на Comic-Con у Сан-Дієго, що було частиною їхнього плану по розширенню франшизи в США. На Comic-Con Акіто Такахасі, керівник проєкту «Стратегічна конференція Ґодзілли Toho», розповів про наміри компанії розширювати фільми «Ґодзілла» від Toho та Legendary разом. Він також заявив, що можливість відновлювати політичну тематику у фільмах, а також вводити старих чи нових монстрів буде доступна режисерам, якщо вони вирішать це. Акіто також висловив зацікавленість у повторному показі Мехаґодзілли та Джет Ягуара у фільмах.
У жовтні 2020 року Toho оголосили про виробництво аніме-серіалу «Ґодзілла: Точка сингулярності», який вийде на Netflix у 2021 році. Режисером серіалу буде Атсуші Такахаші, композитором — Кан Савада, сценаристом — Тох ЕнДжо, дизайнером персонажів — Кадзуе Като, а аніматором — Ейдзі Ямаморі. Він випускатиметься Bones Inc. в партнерстві з Orange Co., Ltd матиме мальовану та CG-анімацію і не матиме ніякого відношення до аніме-трилогії Polygon. Серіал представить таких монстрів, як Ангірус, Родан, Ґабара, Джет Ягуар та інших. Деякі з них не з'являлися на екранах більш ніж 50 років.

#### Світ Ґодзілли
У травні 2018 року головний директор підрозділу Toho, присвяченому Ґодзіллі, заявив, що вони не планують знімати продовження «Шин Ґодзілли». Натомість Toho планують створити власний кінематографічний всесвіт «Світ Ґодзілли», присвячений монстрам Toho, після 2021 року. Він цитував Кінематографічний всесвіт Marvel як натхнення. Ота заявив:
|  | Ми думаємо про потенційну стратегію після 2021 року, яка дозволяє випускати фільми «Ґодзілла» безперервно, з періодичністю раз на 2 роки, хоча є перерва та річний темп. Майбутнє серії — спільний всесвіт. Ґодзілла, Мотра, Кінг Гідора можуть існувати в одному світі, як у фільмі Marvel, в якому Залізна людина та Халк можуть утворювати кроссовер. Кожен фільм може вироблятися, якщо один з персонажів може вести власний фільм та бути головним персонажем в ньому. |

## Фільми

### Епоха Сьова
| Назва                       | Оригінальна назва                               | Дата виходу     | Інші монстри                                                          | Постер |
| --------------------------- | ----------------------------------------------- | --------------- | --------------------------------------------------------------------- | ------ |
| Ґодзілла                    | яп. Gojira                                      | 27 жовтня 1954  | Немає                                                                 |        |
| Ґодзілла знову нападає      | яп. Gojira no Gyakushū                          | 24 квітня 1955  | Ангірус                                                               |        |
| Кінг-Конг проти Ґодзілли    | яп. Kingu Kongu tai Gojira                      | 11 серпня 1962  | Кінг-Конг, Оодако                                                     |        |
| Мотра проти Ґодзілли        | яп. Mosura tai Gojira                           | 29 квітня 1964  | Мотра                                                                 |        |
| Гідора, триголовий монстр   | яп. Sandai Kaijū: Chikyū Saidai no Kessen       | 20 грудня 1964  | Родан, Мотра, Кінг Гідора                                             |        |
| Вторгнення Астро-монстра    | яп. Kaijū Daisensō                              | 19 грудня 1965  | Родан, Кінг Гідора                                                    |        |
| Ебіра, жах з глибини        | яп. Gojira, Ebira, Mosura Nankai no Daikettō    | 17 грудня 1966  | Мотра, Ебіра, Оокондору                                               |        |
| Син Ґодзілли                | яп. Kaijū Shima no Kessen: Gojira no Musuko     | 16 грудня 1967  | Мінілла, Камакураси, Кумонга                                          |        |
| Знищити всіх монстрів       | яп. Kaijū Sōshingeki                            | 1 серпня 1968   | Родан, Мотра, Кінг Гідора, Мінілла, Горозавр, Варан, Барагон, Кумонга |        |
| Атака всіх монстрів         | яп. Gojira-Minira-Gabara: Ōru Kaijū Daishingeki | 20 грудня 1969  | Мінілла, Ґабара, Родан, Мотра, Горозавр, Камакурас, Кумонга           |        |
| Ґодзілла проти Хедори       | яп. Gojira tai Hedora                           | 24 липня 1971   | Хедора                                                                |        |
| Ґодзілла проти Ґайґана      | яп. Chikyū Kōgeki Meirei: Gojira tai Gaigan     | 12 березня 1972 | Ґайґан, Ангірус                                                       |        |
| Ґодзілла проти Мегалона     | яп. Gojira tai Megaro                           | 17 березня 1973 | Мегалон, Ґайґан, Джет Ягуар                                           |        |
| Ґодзілла проти Мехаґодзілли | яп. Gojira tai Mekagojira                       | 21 березня 1974 | Мехаґодзілла, Ангірус , Кінг Сізар                                    |        |
| Терор Мехаґодзілли          | яп. Mekagojira no gyakushu                      | 15 березня 1975 | Мехаґодзілла, Титанозавр                                              |        |

### Епоха Хейсей
| Назва                          | Оригінальна назва           | Дата виходу    | Інші монстри                                           |
| ------------------------------ | --------------------------- | -------------- | ------------------------------------------------------ |
| Повернення Ґодзілли            | яп. Gojira                  | 15 грудня 1984 | Шокілас                                                |
| Ґодзілла проти Біолланте       | яп. Gojira tai Biorante     | 16 грудня 1989 | Біолланте                                              |
| Ґодзілла проти Кінг Гідори     | яп. Gojira tai Kingu Gidora | 14 грудня 1991 | Кінг Гідора/МехаКінг Гідора                            |
| Ґодзілла проти Мотри           | яп. Gojira tai Mosura       | 12 грудня 1992 | Мотра, Батра                                           |
| Ґодзілла проти Мехаґодзілли II | яп. Gojira tai Mekagojira   | 11 грудня 1993 | Мехаґодзілла, Родан, Малюк Ґодзілла                    |
| Ґодзілла проти Спейсґодзілли   | яп. Gojira tai SupēsuGojira | 10 грудня 1994 | СпейсҐодзіллаМогера , годзілла малюк, Мотра , біоланте |
| Ґодзілла проти Руйнівника      | яп. Gojira tai Destoroyah   | 9 грудня 1995  | Руйнівник , годзілла молодший                          |

### Епоха TriStar
| Назва    | Оригінальна назва | Дата виходу    | Інші монстри       |
| -------- | ----------------- | -------------- | ------------------ |
| Ґодзілла | англ. Godzilla    | 20 травня 1998 | Дитинчата Ґодзілли |

### Епоха Міленіум
| Назва                                             | Оригінальна назва                                   | Дата виходу       | Інші монстри                                                                                        |
| ------------------------------------------------- | --------------------------------------------------- | ----------------- | --------------------------------------------------------------------------------------------------- |
| Ґодзілла 2000: Міленіум                           | яп. Gojira Nisen: Mireniamu                         | 11 грудня 1999    | Орга                                                                                                |
| Ґодзілла проти Мегагіруса                         | яп. Gojira tai Megagirasu: Jī Shōmetsu Sakusen      | 2 листопада 2000  | Мегагірус, Меганулони                                                                               |
| Ґодзілла, Мотра, Кінг Гідора: Атака всіх монстрів | яп. Gojira, Mosura, Kingu Gidora: Daikaijū Sōkōgeki | 15 грудня 2001    | Мотра, Кінг Гідора, Барагон                                                                         |
| Ґодзілла проти Мехаґодзілли                       | яп. Gojira x Mekagojira                             | 14 грудня 2002    | Мехаґодзілла                                                                                        |
| Ґодзілла: Токіо S.O.S                             | яп. Gojira x Mosura x Mekagojira Tōkyō Esu Ō Esu    | 13 грудня 2003    | Мехаґодзілла, Мотра                                                                                 |
| Ґодзілла: Фінальні війни                          | яп. Gojira: Fainaru Wōzu                            | 29 листопада 2004 | Мотра, Родан, Ангірус, Мінілла, Ґайґан, Кінг Сізар, Зілла, Ебіра, Хедора, Монстер Ікс/Кайзер Гідора |

### MonsterVerse
| Назва                         | Оригінальна назва                    | Дата виходу          | Інші монстри                                                          |
| ----------------------------- | ------------------------------------ | -------------------- | --------------------------------------------------------------------- |
| Ґодзілла                      | англ. Godzilla                       | 8 травня 2014        | МУТО                                                                  |
| Ґодзілла ІІ: Король монстрів  | англ. Godzilla: King of the Monsters | 13 травня 2019       | Мотра, Родан, Кінг Гідора, Бегемот, Мафусаїл, Сцилла, МУТО, Кінг-Конг |
| Ґодзілла проти Конга          | англ. Godzilla vs. Kong              | 26 березня 2021      | Кінг-Конг, Мехаґодзілла, Варбати, Черепозаври                         |
| Годзілла та Конг Нова Імперія | Godzilla and Kong New Empire         | 28 березня 2024 року | Шімо, Суко , Мотра , Варбати , Конг , Король Шрам , підручні Шрама,   |

### Епоха Рейва
| Назва                          | Оригінальна назва                     | Дата виходу       | Інші монстри              |
| ------------------------------ | ------------------------------------- | ----------------- | ------------------------- |
| Шин Ґодзілла                   | яп. Shin Gojira                       | 25 липня 2016     | Немає                     |
| Ґодзілла: Планета монстрів     | яп. Gojira: Kaijū Wakusei             | 17 листопада 2017 | Камакурас, Догора, Дагара |
| Ґодзілла: Місто на грані битви | яп. Gojira: Kessen Kidō Zōshoku Toshi | 18 травня 2018    | Мехаґодзілла              |
| Ґодзілла: Поїдач планет        | яп. Gojira: Hoshi o Kū Mono           | 9 листопада 2018  | Кінг Гідора, Мотра        |

### Короткометражні фільми
| Назва                                   | Оригінальна назва                             | Дата виходу    | Інші монстри |
| --------------------------------------- | --------------------------------------------- | -------------- | ------------ |
| Планета Монстрів Ґодзілли               | яп. Kaijū Puranetto Gojira                    | 18 травня 1994 | Мотра, Родан |
| Ґодзілла: Реальний 4D                   | яп. Gojira Za Riaru Fō Dī                     | 13 січня 2017  | Немає        |
| Ґодзілла з'являється в Сукаґава         | яп. Yume no Chōsen Gojira Sukagawa ni Arawaru | 11 січня 2019  | Немає        |
| Ґодзілла проти Євангеліона: Реальний 4D | яп. Gojira tai Evangerion Za Riaru Fō Dī      | 31 травня 2019 | Немає        |
| Ґодзілла: Операція перехоплення Авадзі  |                                               | 10 жовтня 2020 | Немає        |
| Ґодзілла з'являється на Godzilla Fest   | яп. Gojira Gojira Fesu ni Arawaru             | 2020           | Немає        |

### Американські версії фільмів
| Назва                      | Оригінальна назва                     | Дата виходу    | Інші монстри |
| -------------------------- | ------------------------------------- | -------------- | ------------ |
| Ґодзілла, король монстрів! | англ. Godzilla, King of the Monsters! | 4 квітня 1956  | Немає        |
| Ґіґантіс, вогняний монстр  | англ. Gigantis, the Fire Monster      | 2 червня 1959  | Ангірус      |
| Ґодзілла 1985              | англ. Godzilla 1985                   | 23 серпня 1985 | Шокілас      |

### Пов'язані фільми
| Назва                                                                       | Оригінальна назва                                                                        | Дата виходу      | Монстри                                       | Зв'язок | Постер |
| --------------------------------------------------------------------------- | ---------------------------------------------------------------------------------------- | ---------------- | --------------------------------------------- | --- | ------ |
| Родан                                                                       | яп. Sora no Daikaijū Radon                                                               | 26 грудня 1956   | Родан, Меганулони                             | Події фільму відбуваються в тій ж послідовності, що і фільми про Ґодзіллу епохи Сьова. Третє втілення Родана пізніше з'явилося в фільмі «Гідора, триголовий монстр». Також фільм є каноном до дилогії про Кір'ю.                                     |        |
| Містеріани                                                                  | яп. Chikyū Bōeigun                                                                       | 28 грудня 1957   | Могера                                        | Події фільму можливо відбувалися в послідовності фільмів про Ґодзіллу епохи Хейсей, хоча це не оригінальна послідовність фільму. Могера пізніше з'явився у фільмі «Ґодзілла проти Спейсґодзілли».                                                    |        |
| Великий монстр Варан                                                        | яп. Daikaiju Baran                                                                       | 14 жовтня 1958   | Варан                                         | Події фільму відбуваються в тій ж послідовності, що і фільми про Ґодзіллу епохи Сьова. Варан пізніше з'явився в фільмі «Знищити всіх монстрів». Також фільм є каноном до дилогії про Кір'ю.                                                          |        |
| Битва у відкритому космосі                                                  | яп. Uchū Daisensō                                                                        | 26 грудня 1958   | Немає                                         | Події фільму відбуваються в оригінальній послідовністі фільму «Містеріани» |        |
| Мотра                                                                       | яп. Mosura                                                                               | 30 липня 1961    | Мотра, хижа рослина                           | Події фільму відбуваються в тій ж послідовності, що і фільми про Ґодзіллу епохи Сьова. Мотра пізніше з'явилася в фільмі «Гідора, триголовий монстр», та стала постійним персонажем фільмів про Ґодзіллу. Також фільм є каноном до дилогії про Кір'ю. |        |
| Горас                                                                       | яп. Yōsei Gorasu                                                                         | 21 березня 1962  | Магума                                        | Події фільму відбуваються в оригінальній послідовністі фільму «Містеріани». Також він є каноном до дилогії про Кір'ю. |        |
| Матанго                                                                     | яп. Matango                                                                              | 11 серпня 1963   | Матанго                                       | Матанго пізніше з'явилися в телесеріалі «Острів Ґодзілли». |        |
| Атрагон                                                                     | яп. Kaitei Gunkan                                                                        | 22 грудня 1963   | Манда                                         | Події фільму відбуваються в тій ж послідовності, що і фільми про Ґодзіллу епохи Сьова. Манда пізніше з'явилася у фільмі «Знищити всіх монстрів». Також фільм є каноном до дилогії про Кір'ю.                                                         |        |
| Догора                                                                      | яп. Uchū Daikaijū Dogora                                                                 | 11 серпня 1964   | Догора                                        | Фільм є каноном до дилогії про Кір'ю. Також Догора пізніше з'являлася у телесеріалі «Острів Ґодзілли» та аніме «Єодзілла: Планета монстрів». |        |
| Франкенштейн проти Барагона                                                 | яп. Furankenshutain tai Chitei Kaijū Baragon                                             | 8 серпня 1965    | Франкенштейн, Барагон                         | Події фільму відбуваються в тій ж послідовності, що і фільми про Ґодзіллу епохи Сьова. Друге втілення Барагона пізніше з'явилося в фільмі «Знищити всіх монстрів». Також фільм є каноном до дилогії про Кір'ю.                                       |        |
| Війна гаргантюа                                                             | яп. Furankenshutain no Kaijū: Sanda tai Gaira                                            | 31 липня 1966    | Санда, Ґайра                                  | Події фільму відбуваються в тій ж послідовності, що і фільми про Ґодзіллу епохи Сьова. Також він є каноном до дилогії про Кір'ю. |        |
| Втеча Кінг-Конга                                                            | яп. Kingu Kongu no Gyakushū                                                              | 22 червня 1967   | Кінг-Конг, Горозавр, Механі-Конг              | Події фільму відбуваються в тій ж послідовності, що і фільми про Ґодзіллу епохи Сьова. Друге втілення Горгозавра пізніше з'явилося в фільмі «Знищити всіх монстрів». Також фільм є каноном до дилогії про Кір'ю.                                     |        |
| Космічна Амеба                                                              | яп. Gezora, Ganime, Kamēba: Kessen! Nankai no Daikaijū                                   | 1 серпня 1970    | Ґезора, Ґанімес, Камебас, Космічна Амеба      | Фільм є каноном до дилогії про Кір'ю. |        |
| Відродження Мотри                                                           | яп. Mosura                                                                               | 14 грудня 1996   | Мотра, Десгідора, Фейрі, ҐаруҐару             | Одним із головних персонажів фільму є Мотра, яка з'являлася в багатьох фільмах про Ґодзіллу. |        |
| Парк Юрського періоду 2: Загублений світ                                    | англ. The Lost World: Jurassic Park                                                      | 19 травня 1997   | Численні динозаври                            | В японському дубляжі, коли тиранозавр атакує Лос-Анджелес, можна помітити трьох японців, які кричать «Ми покинули Японію, щоб втекти від цього!», таким чином натякаючи на Ґодзіллу. В оригінальній англомовній версії вони просто втікають.         |        |
| Відродження Мотри II                                                        | яп. Mosura Tsū Kaitei no Daikessen                                                       | 13 грудня 1997   | Мотра, Дагра, Фейрі, ҐаруҐару                 | Одним із головних персонажів фільму є Мотра, яка з'являлася в багатьох фільмах про Ґодзіллу. |        |
| Відродження Мотри III                                                       | яп. Mosura Surī Kingu Gidora Raishū                                                      | 12 грудня 1998   | Мотра, Кінг Гідора                            | Одним із головних персонажів фільму є Мотра, яка з'являлася в багатьох фільмах про Ґодзіллу. |        |
| Завжди: Захід сонця на Третій вулиці 2                                      | яп. Always Zoku Sanchōme no Yūhi                                                         | 3 листопада 2007 | Ґодзілла                                      | У фільмі з'являється Ґодзілла. |        |
| Конг: Острів Черепа                                                         | англ. Kong: Skull Island                                                                 | 28 лютого 2017   | Кінг-Конг, Черепозаври, гігантський восьминіг | Події фільму відбуваються у MonsterVerse. Пізніше Конг з'явиться у фільмі «Ґодзілла проти Конга». |        |
| Першому гравцю приготуватися                                                | англ. Ready Player One                                                                   | 11 травня 2018   | Кінг-Конг, Мехаґодзілла, тиранозавр           | У фільмі з'являється Мехаґодзілла. |        |
| Шінкансен Хенкей Робо Шінкаліон Фільм: Мірай Кара Кіта Шінсоку но АЛЬФА-ІКС | яп. Gekijō-ban Shinkansen Henkei Robo Shinkarion Mirai Kara Kita Shinsoku no Arufaekkusu | 27 грудня 2019   | Сніговий Ґодзілла                             | У фільмі з'являється Сніговий Ґодзілла. |        |

### Неофіційні фільми
| Назва                      | Оригінальна назва                            | Дата виходу    | Інші монстри |
| -------------------------- | -------------------------------------------- | -------------- | ------------ |
| Спадщина                   | англ. Heritage                               | 10 квітня 2020 | Ангіруси     |
| Людина-вовк проти Ґодзілли | яп. Densetsu no Kyojū Ōkami Otoko tai Gojira | невідомо       | Людина-вовк  |

### Фільми про схожих істот
Фільми про Ґодзіллу надихнули багатьох інших режисерів та продюсерів на виробництво фільмів зі схожими істотами. Деякі з них були створені як пародії, які копіюють дизайн Ґодзілли.
| Назва                       | Оригінальна назва                   | Дата виходу     | Монстри               | Постер |
| --------------------------- | ----------------------------------- | --------------- | --------------------- | ------ |
| Ґорґо                       | англ. Gorgo                         | 29 березня 1961 | Ґорґо, Огра           |        |
| Йонґґарі                    | кор. Daekoesu Yonggari              | 13 серпня 1967  | Йонґґарі              |        |
| Рептилианин                 | кор. Yonggari                       | 17 липня 1999   | Йонґґарі              |        |
| Глибоководний монстр Райга  | яп. Shinkaijū Raiga                 | 15 серпня 2009  | Райги                 |        |
| Бог Райга проти Короля Оуги | яп. Shinkaijū Raiga tai Yōganjū Ōga | 7 травня 2019   | Райга, Оуга           |        |
| Незілла                     | яп. Notzilla                        | 2019            | Незілла, Мама Незілла |        |

## Послідовність

### Послідовність епохи Сьова
- Ґодзілла (1954)
- Ґодзілла знову нападає (1955)
- Родан (1956)[68]
- Великий монстр Варан (1958)[68]
- Мотра (1961)[68]
- Кінг-Конг проти Ґодзілли (1962)
- Атрагон (1963)[68]
- Мотра проти Ґодзілли (1964)
- Гідора, триголовий монстр (1964)
- Франкенштейн проти Барагона (1965)[68]
- Вторгнення Астро-монстра (1965)
- Війна гаргантюа (1966)[68]
- Ебіра, жах з глибини (1966)
- Втеча Кінг-Конга (1967)[68]
- Син Ґодзілли (1967)
- Ґодзілла проти Хедори (1971)
- Ґодзілла проти Ґайґана (1972)
- Ґодзілла проти Мегалона (1973)
- Зон Файтер (1973)
- Ґодзілла проти Мехаґодзілли (1974)
- Терор Мехаґодзілли (1975)
- Знищити всіх монстрів (1968)

### Послідовність епохи Хейсей
- Ґодзілла (1954)
- Містеріани (1957)[70]
- Повернення Ґодзілли (1984)
- Ґодзілла проти Біолланте (1989)
- Ґодзілла проти Кінг Гідори (1991)
- Ґодзілла проти Мотри (1992)
- Ґодзілла проти Мехаґодзілли II (1993)
- Планета Монстрів Ґодзілли (1994)
- Ґодзілла проти Спейсґодзілли (1994)
- Ґодзілла проти Руйнівника (1995)

### Послідовність TriStar Pictures
- Ґодзілла (1998, фільм)
- Ґодзілла (1998–2000)

### Послідовність «Ґодзілли 2000»
- Ґодзілла (1954)
- Ґодзілла 2000: Міленіум (1999)

### Послідовність «Ґодзілли проти Мегагіруса»
- Ґодзілла (1954)
- Ґодзілла проти Мегагіруса (2000)

### Послідовність «ҐМК»
- Ґодзілла (1954)
- Ґодзілла (1998)
- Ґодзілла, Мотра, Кінг Гідора: Атака всіх монстрів (2001)

### Послідовність Саги Кір'ю
- Ґодзілла (1954)
- Родан (1956)[69]
- Великий монстр Варан (1958)[69]
- Мотра (1961)[69]
- Горас (1962)[69]
- Атрагон (1963)[69]
- Догора (1964)[69]
- Франкенштейн проти Барагона (1965)[69]
- Війна гаргантюа (1966)[69]
- Втеча Кінг-Конга (1967)[69]
- Космічна Амеба (1970)[69]
- Ґодзілла проти Мехаґодзілли (2002)
- Ґодзілла: Токіо S.O.S (2003)

### Послідовність MonsterVerse
- Ґодзілла: Пробудження (2014)
- Острів Черепа: Народження Конга (2016)
- Конг: Острів Черепа (2017)
- Ґодзілла (2014)
- Ґодзілла: Після шоку (2019)
- Ґодзілла ІІ: Король монстрів (2019)
  - Ґодзілла: Король монстрів - Офіційна новелізація фільму (2019)
- ҐпК: Правління Ґодзілли (2021)
- ҐпК: Королівсто Конга (2021)
- Ґодзілла проти Конга (2021)
- Острів Черепа (TBA)

### Послідовність аніме-трилогії
- Ґодзілла: Апокаліпсис монстрів (2017)
- Ґодзілла: Проєкт Мехаґодзілла (2018)
- Ґодзілла: Планета монстрів (2017)
- Ґодзілла: Місто на грані битви (2018)
- Ґодзілла: Поїдач планет (2018)

### Одиночні фільми та серіали
Кожен з цих фільмів не пов'язаний ні з яким іншим та відбувається в своїй власній послідовності.
- Атака всіх монстрів (1967)
- Ґодзілла (1978)
- Острів Ґодзілли (1997)
- Ґодзілла: Фінальні війни (2004)
- Шин Ґодзілла (2016)
- Ґодзілла: Реальний 4D (2017)
- Ґодзілла проти Євангеліона: Реальний 4D (2019)
- Ґодзілла: Операція перехоплення Авадзі (2020)
- Ґодзілла з'являється на Godzilla Fest (2020)

### Пов'язані фільми

#### Послідовність «Містеріан»
- Містеріани (1957)
- Битва у відкритому космосі (1958)
- Горас (1962)

#### Послідовність «Відродження Мотри»
- Відродження Мотри (1996)
- Відродження Мотри II (1997)
- Відродження Мотри III (1998)

#### Одиночні фільми
- Догора (1964)
- Космічна Амеба (1970)
- Першому гравцю приготуватися (2018)